# Список стрекоз Беларуси
Подотряд ZYGOPTERA — Равнокрылые
Семейство CALOPTERYGIDAE — Красотки
Род Calopteryx — Красотки
- Calopteryx splendens — Красотка блестящая
- Calopteryx virgo — Красотка-девушка

Семейство COENAGRIONIDAE — Стрелки
Род Coenagrion — Стрелки настоящие
- Coenagrion armatum — Стрелка зеленоватая, или стрелка вооруженная (вид внесен в Красную книгу Беларуси[1])
- Coenagrion hastulatum — Стрелка копьеносная
- Coenagrion johanssoni — Стрелка Йоханссона
- Coenagrion lunulatum — Стрелка весенняя, или стрелка полулунная, или стрелка серповидная
- Coenagrion ornatum — Стрелка украшенная
- Coenagrion puella — Стрелка-девушка
- Coenagrion pulchellum — Стрелка красивая

Род Enallagma — Синестрелки, или меняшки, или эналлагмы
- Enallagma cyathigerum — Стрелка голубая

Род Erythromma — Красноглазки, или эритромма
- Erythromma najas — Стрелка красноглазая, или эритромма большая
- Erythromma viridulum — Эритромма малая

Род Ischnura — Тонкохвосты, или ишнура
- Ischnura elegans — Стрелка изящная
- Ischnura pumilio — Стрелка (ишнура) маленькая

Род Nehalennia — Нехаленнии
- Nehalennia speciosa — Нехаления красивая (вид внесен в Красную книгу Беларуси[1]))

Род Pyrrhosoma — Огнетелки, или стрелки краснотелые
- Pyrrhosoma nymphula — Огнетелка нимфальная

Семейство LESTIDAE — Лютки
Род Chalcolestes — Лютки зеленые
- Chalcolestes viridis — Лютка зеленая, или лютка большая, или лютка тёмно-зелёная, или меднолютка тёмно-зелёная

Род Lestes — Лютки
- Lestes barbarus — Лютка-иноземка
- Lestes dryas — Лютка-дриада
- Lestes sponsa — Лютка-невеста
- Lestes virens — Лютка зеленоватая

Род Sympecma — Серолютки
- Sympecma fusca — Лютка рыжая или тусклая
- Sympecma paedisca, или Sympecma annulata braueri — Сибирская лютка Брауэра (вид внесен в Красную книгу Беларуси[1])

Семейство PLATYCNEMIDIDAE — Плосконожки
Род Platycnemis — Плосконожки
- Platycnemis pennipes — Плосконожка обыкновенная

Подотряд ANISOPTERA — Разнокрылые
Семейство AESHNIDAE — Коромысла
Род Aeshna — Коромысла
- Aeshna affinis — Коромысло зеленобокое
- Aeshna caerulea — Коромысло чешуйчатое, или коромысло голубое
- Aeshna crenata — Коромысло сибирское, или коромысло городчатое, или коромысло зубчатое
- Aeshna cyanea — Коромысло синее
- Aeshna grandis — Коромысло большое
- Aeshna isosceles — Коромысло рыжеватое
- Aeshna juncea — Коромысло камышовое
- Aeshna mixta — Коромысло помесное
- Aeshna subarctica — Коромысло субарктическое
- Aeschna viridis — Коромысло зеленое (вид внесен в Красную книгу Беларуси[1])

Род Anax — Дозорщики
- Anax imperator — Дозорщик-император (вид внесен в Красную книгу Беларуси[1])
- Anax parthenope — Дозорщик темнолобый

Род Brachytron — Брахитроны
- Brachytron pratense — Коромысло беловолосое (вид внесен в Красную книгу Беларуси[1])

Семейство CORDULEGASTRIDAE — Булавобрюхи, или кордулегастериды
Род Cordulegaster — Булавобрюхи, или кордулегастер
- Cordulegaster boltonii — Булавобрюх Болтона, или кордулегастер кольчатый (вид внесен в Красную книгу Беларуси[1])

Семейство CORDULIIDAE — Бабки
Род Cordulia — Бабки
- Cordulia aenea — Бабка бронзовая, или бабка обыкновенная, или бабка зелёная

Род Epitheca — Корзиночницы, или эпитеки
- Epitheca bimaculata — Бабка двупятнистая

Род Somatochlora — Зеленотелки
- Somatochlora arctica — Бабка арктическая
- Somatochlora flavomaculata — Бабка желтопятнистая
- Somatochlora metallica — Бабка металлическая, или зеленотелка

Семейство GOMPHIDAE — Дедки
Род Gomphus — Дедки
- Gomphus flavipes — Дедка желтоногий
- Gomphus vulgatissimus — Дедка обыкновенный

Род Onychogomphus — Онихогомфус
- Onychogomphus forcipatus — Дедка европейский, или когтедедка европейский, или дедка хвостатый, или когтедедка вильчатый

Род Ophiogomphus — Змеевики
- Ophiogomphus cecilia — Дедка рогатый, или змеевик обыкновенный, или змеедедка рогатый (вид внесен в Красную книгу Беларуси[1])

Семейство LIBELLULIDAE — Настоящие стрекозы, или плоскобрюхи
Род Crocothemis — Шафранки
- Crocothemis erythraea — Стрекоза-метальщица красная

Род Leucorrhinia — Белоносы, или белоноски, или леукорриния
- Leucorrhinia albifrons — Стрекоза белолобая
- Leucorrhinia caudalis — Стрекоза длиннохвостая
- Leucorrhinia dubia — Стрекоза сомнительная
- Leucorrhinia pectoralis — Стрекоза двухцветная или болотная
- Leucorrhinia rubicunda — Стрекоза красная

Род Libellula — Плоскобрюхи, или либеллулы, или настоящие стрекозы
- Libellula depressa — Стрекоза плоская
- Libellula fulva — Стрекоза рыжая
- Libellula quadrimaculata — Стрекоза четырехпятнистая

Род Orthetrum — Прямобрюхи, или ортетрумы
- Orthetrum albistylum — Прямобрюх белохвостый
- Orthetrum brunneum — Стрекоза коричневая
- Orthetrum cancellatum — Стрекоза решётчатая, или стрекоза голубая, или прямобрюх решётчатый, или большая голубая стрекоза, или ортетрум обыкновенный

Род Sympetrum — Стрекозы-каменушки, или Сжатобрюхи
- Sympetrum danae — Стрекоза черная
- Sympetrum depressiusculum — Стрекоза уплощенная
- Sympetrum flaveolum — Стрекоза жёлтая, или стрекоза желтоватая, или сжатобрюх жёлтый, или сжатобрюх желтоватый
- Sympetrum fonscolombii — Сжатобрюх Фонсколомба
- Sympetrum meridionale — Сжатобрюх южный
- Sympetrum pedemontanum — Стрекоза перевязанная
- Sympetrum sanguineum — Стрекоза кроваво-красная
- Sympetrum vulgatum — Стрекоза обыкновенная